# Lunnarp
Lunnarp est une localité suédoise dans la commune de Tomelilla en Scanie.
Sa population était de 336 habitants en 2019.